# Gorenja Pirošica
Gorenja Pirošica este o localitate din comuna Brežice, Slovenia, cu o populație de 117 locuitori.